# Карсашур
Карсашу́р (рос. Карсашур) — присілок у складі Шарканського району Удмуртії, Росія.

## Населення
Населення — 348 осіб (2010; 422 у 2002).
Національний склад станом на 2002:
- удмурти — 97 %

## Урбаноніми[3]
- вулиці — Джерельна, Зарічна, Пушкінська, Садова, Шкільна
- провулки — Зарічний